# Halvard Hanevold
Halvard Hanevold (Asker, 3 de diciembre de 1969–Asker, 3 de septiembre de 2019) fue un deportista noruego que compitió en biatlón.
Participó en cinco Juegos Olímpicos de Invierno, obteniendo en total seis medallas: oro y plata en Nagano 1998, oro en Salt Lake City 2002, plata y bronce en Turín 2006 y oro en Vancouver 2010. Ganó dieciséis medallas en el Campeonato Mundial de Biatlón entre los años 1995 y 2009.
Después de retirarse de la competición en 2010, trabajó como experto deportivo para la emisora de televisión NRK. Estudió Ingeniería civil en la Universidad Noruega de Ciencia y Tecnología de Trondheim.

## Palmarés internacional
| Juegos Olímpicos   | Juegos Olímpicos                | Juegos Olímpicos  | Juegos Olímpicos |
| Año                | Lugar                           | Medalla           | Prueba           |
| ------------------ | ------------------------------- | ----------------- | ---------------- |
| 1998               | Nagano (Japón)                  | Medalla de oro    | Individual       |
| 1998               | Nagano (Japón)                  | Medalla de plata  | Relevo           |
| 2002               | Salt Lake City (Estados Unidos) | Medalla de oro    | Relevo           |
| 2006               | Turín (Italia)                  | Medalla de plata  | Velocidad        |
| 2006               | Turín (Italia)                  | Medalla de bronce | Individual       |
| 2010               | Vancouver (Canadá)              | Medalla de oro    | Relevo           |
| Campeonato Mundial |                                 |                   |                  |
| Año                | Lugar                           | Medalla           | Prueba           |
| 1995               | Antholz (Italia)                | Medalla de oro    | Equipo           |
| 1998               | Hochfilzen (Austria)            | Medalla de oro    | Equipo           |
| 1999               | Kontiolahti (Finlandia)         | Medalla de bronce | Relevo           |
| 2000               | Oslo (Noruega)                  | Medalla de plata  | Relevo           |
| 2001               | Pokljuka (Eslovenia)            | Medalla de bronce | Velocidad        |
| 2001               | Pokljuka (Eslovenia)            | Medalla de bronce | Relevo           |
| 2003               | Janty-Mansisk (Rusia)           | Medalla de oro    | Individual       |
| 2003               | Janty-Mansisk (Rusia)           | Medalla de plata  | Persecución      |
| 2004               | Oberhof (Alemania)              | Medalla de plata  | Relevo           |
| 2005               | Hochfilzen (Austria)            | Medalla de oro    | Relevo           |
| 2006               | Pokljuka (Eslovenia)            | Medalla de plata  | Relevo mixto     |
| 2007               | Antholz (Italia)                | Medalla de plata  | Relevo           |
| 2008               | Östersund (Suecia)              | Medalla de plata  | Velocidad        |
| 2008               | Östersund (Suecia)              | Medalla de plata  | Relevo           |
| 2009               | Pyeongchang (Corea del Sur)     | Medalla de oro    | Relevo           |
| 2009               | Pyeongchang (Corea del Sur)     | Medalla de bronce | Velocidad        |